# ザナミビル
ザナミビル (Zanamivir) は、世界で最初に開発されたインフルエンザ治療薬。抗インフルエンザウイルス剤とも呼ばれる。リレンザ（Relenza、登録商標第3253396号ほか）の商品名でグラクソ・スミスクラインにより販売されている。A型インフルエンザウイルス、B型インフルエンザウイルスに効果を示すが、C型インフルエンザウイルスには無効である。
日本でザナミビルの成分特許は切れているが、後発医薬品は無い。
2014年には、完全な臨床試験データに基づく分析が公開され、この新たな証拠に基づいて備蓄するほどの恩恵があるのかの見直しが求められるとされた。

## 概要
インフルエンザウイルスが、感染細胞表面から遊離するために用いるノイラミニダーゼ(NA)酵素を阻害することにより、他の細胞への感染・増殖を抑制する。そのため、ノイラミニダーゼを持たないC型インフルエンザウイルスには無効。
インフルエンザウイルスの増殖を抑制する作用を持つ薬剤であるため、感染初期（発症後48時間以内）における治療開始が有効である。インフルエンザ症状が発症後48時間以降に治療を開始した際の有用性は確立されていない。同様の作用機序を持つ薬剤として、オセルタミビル（タミフル）がある。
経口での絶対的バイオアベイラビリティが2%程度と低いため、経口投与はできず、非経口経路投与に限られる。そのため、リレンザはザナミビル水和物ドライパウダーを吸入投与して用いられる。インフルエンザウイルスは、上気道に感染・増殖し、発症する。吸入投与されるリレンザは、ウイルスが活動している上気道に直接到達して作用するため、経口投与される薬剤よりも即効性がある。
同剤は「ディスクヘラー」という専用の吸入器によって吸入投与するが、吸入投与は小児、高齢者にとっては難しい。そのため、簡単に経口投与できるオセルタミビル（タミフル）の発売後、ノイラミニダーゼ阻害薬におけるリレンザの占有率は激減した。ところが2006年 - 2007年のインフルエンザシーズンに、日本においてタミフル服用後の異常行動が世間の注目を浴びたこと（薬剤との因果関係は不明）により、本剤が見直された。またオセルタミビルに比べて、薬剤耐性が起きにくいことが分かった。
2008年 - 2009年の季節性インフルエンザシーズンにおいて、オセルタミビル薬剤耐性ウイルスの出現により、リレンザの使用量は、前シーズンより大幅に増大した。

## 歴史
- 1989年 - オーストラリアのビオタ (Biota) 社が、初めてのノイラミニダーゼ阻害薬としてザナミビルを開発。
- 1990年 - ビオタがグラクソ（現在のグラクソ・スミスクライン）に独占的にライセンス提供し、リレンザとして販売。
- 2000年12月 - 日本でリレンザが発売される[3]。診療報酬対象外。
- 2001年2月 - 日本で調剤報酬が適応。
- 2006年2月 - 日本で5歳以上の小児へ適応が承認。
- 2007年1月 - 日本でタミフルと同様に、インフルエンザに対する予防投与が認可。ただし、診療報酬・調剤報酬ともに適用外の自由診療である。
- 2013年2月 - 厚生労働省は、2009年から2012年にリレンザを投与された患者3人にアナフィラキシーショックが発生し、そのうちの1人（30代女性、予防投与）が死亡したことを発表[3]。

## 有効性
英国国立医療技術評価機構（NICE）による2008年のインフルエンザの予防のための診療ガイドラインにおいては、慢性呼吸器疾患などの指定されたリスク群を除いて、季節性インフルエンザの予防のためのザナミビルの使用は推奨されない、治療においては発症から48時間以内といった条件を満たした場合に推奨できる。
しかし2014年には、完全な臨床試験のデータに基づいた分析が公開され、有益性がわずかで有害なリスクは増加しているため、ガイドラインは改定されるべきであり、各国は（オセルタミビル:タミフルと共に）備蓄するほどの恩恵があるのかの見直しが求められる、としている。